# Gabriac (Lozère)
Gabriac is een gemeente in het Franse departement Lozère (regio Occitanie) en telt 108 inwoners (2009). De plaats maakt deel uit van het arrondissement Florac.

## Geografie
De oppervlakte van Gabriac bedraagt 8,5 km², de bevolkingsdichtheid is dus 12,7 inwoners per km².
De onderstaande kaart toont de ligging van Gabriac (Lozère) met de belangrijkste infrastructuur en aangrenzende gemeenten.

## Demografie
Onderstaande figuur toont het verloop van het inwonertal (bron: INSEE-tellingen).